# 福島県道358号川前停車場上三坂線

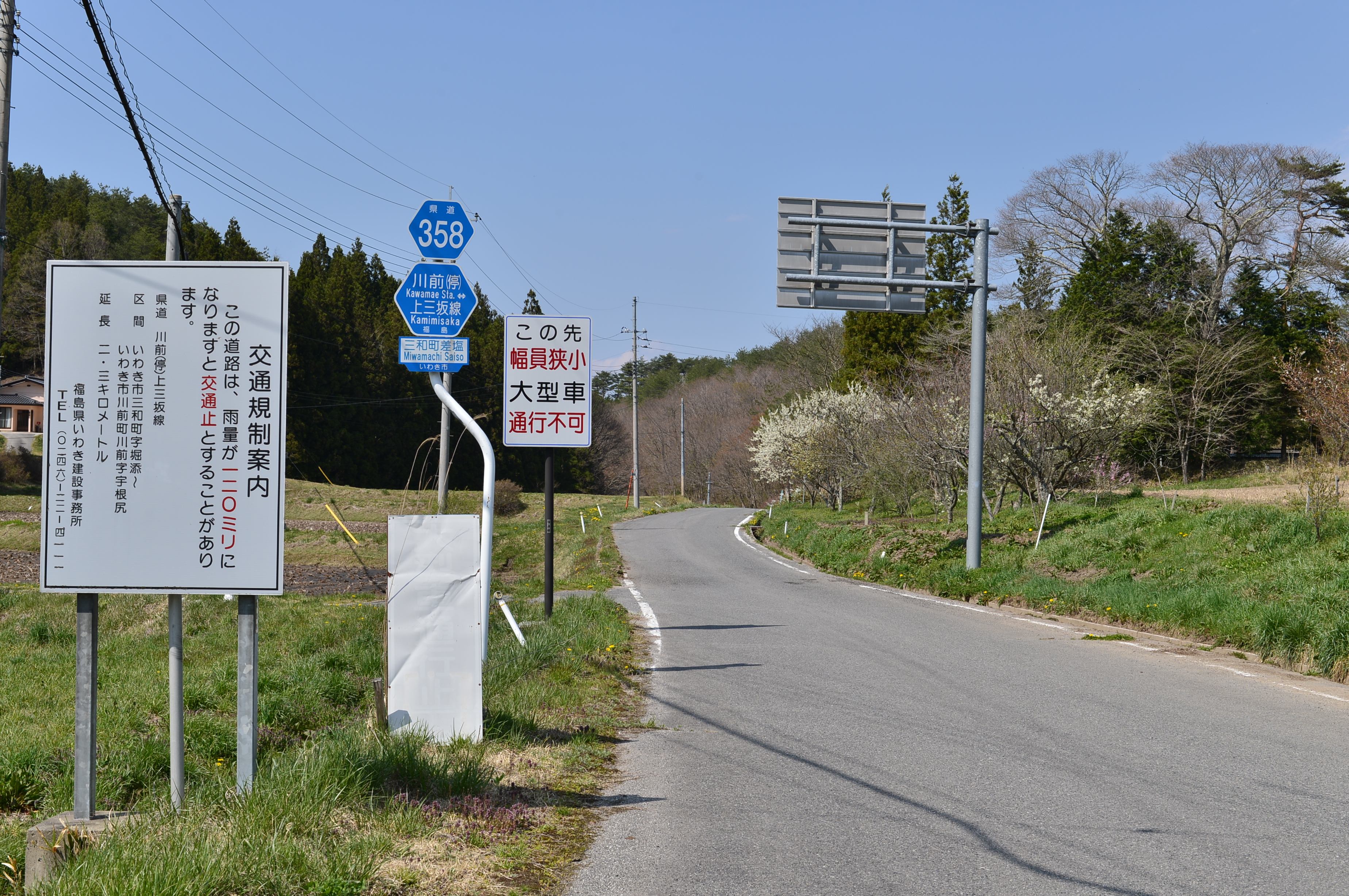
福島県道358号川前停車場上三坂線
いわき市三和町差塩（2015年4月）
福島県道41号交点から三和町差塩（さいそ）間は、急峻狭小で大型車通行不能である。

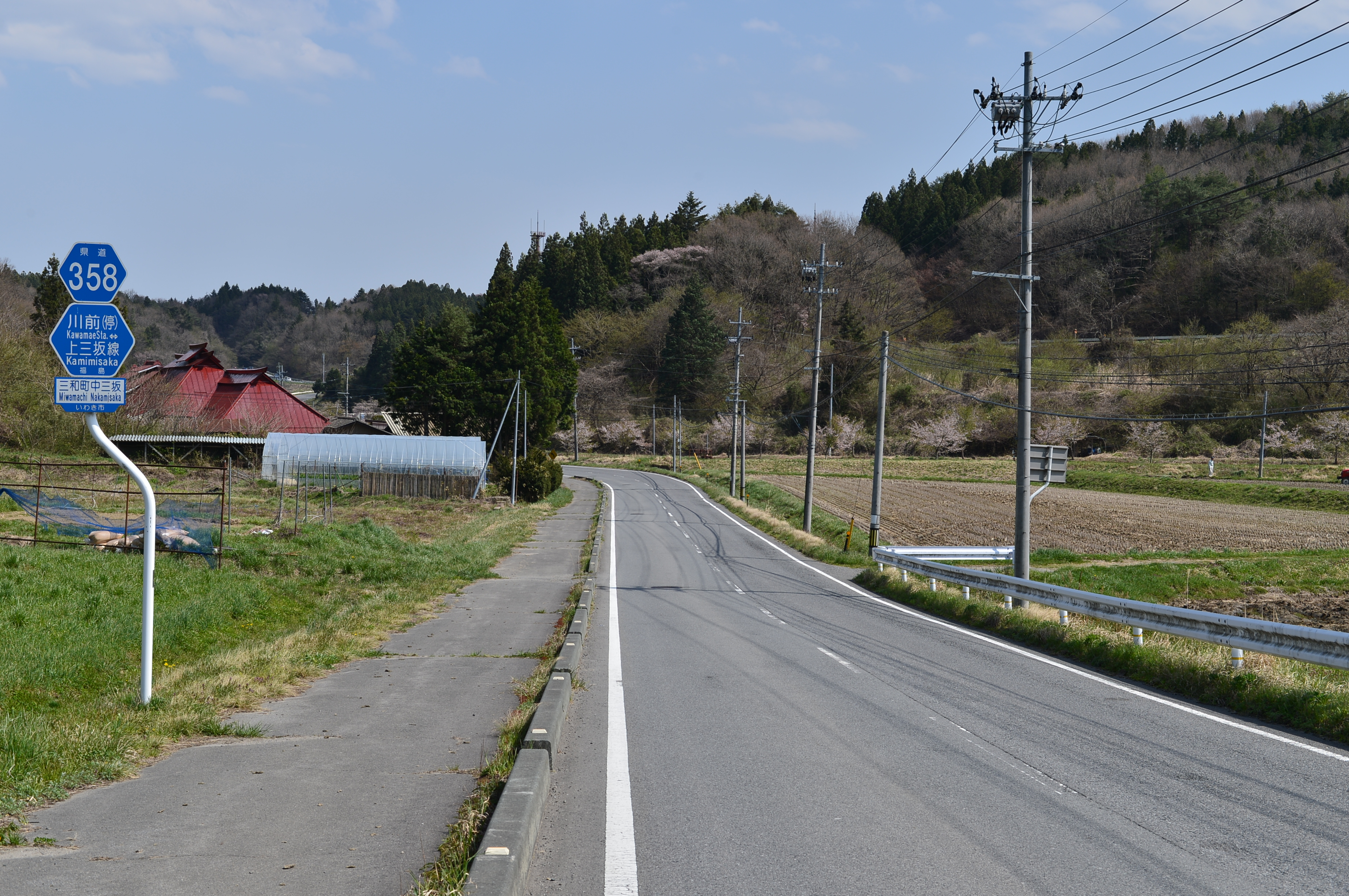
終点付近
いわき市三和町中三坂（2015年4月）

福島県道358号川前停車場上三坂線（ふくしまけんどう358ごう かわまえていしゃじょうかみみさかせん）は、福島県いわき市にある一般県道である。

## 路線概要
- 起点：いわき市川前町川前字中ノ萱（JR磐越東線 川前駅前）
- 終点：いわき市三和町上三坂字古事又
- 総延長：16.864km[1]
  - 実延長：12.649km
- 路線認定年月日：1972年5月2日[2]

### 重用区間
- 福島県道41号小野四倉線（いわき市川前町川前字五林～いわき市川前町川前字根尻）
- 福島県道66号小名浜小野線（いわき市三和町下三坂～いわき市三和町下三坂字家ノ前）
- 国道349号（いわき市三和町中三坂字臼石～いわき市三和町上三坂字古事又）

### 異常気象時通行規制区間
- いわき市川前町川前 - 同市三和町差塩（延長2.9km）：落石崩壊の危険のため連続雨量120mmにて通行止め[3]。

## 地理

### 通過する自治体
- 福島県
  - いわき市

### 交差する道路
- 福島県道41号小野四倉線 四倉方面（いわき市川前町川前字五林）
- 福島県道359号神俣停車場川前線（いわき市川前町川前字五林）
- 福島県道41号小野四倉線 小野方面（いわき市川前町川前字根尻）
- 福島県道66号小名浜小野線 小名浜方面（いわき市三和町下三坂）
- 福島県道66号小名浜小野線 小野方面（いわき市三和町下三坂字家ノ前）
- 国道349号 田村方面（いわき市三和町中三坂字臼石）
- 国道49号・国道349号 水戸方面（いわき市三和町上三坂字古事又 上三坂交差点 終点）

## 沿線
- JR川前駅
- 下三坂体育館
- 湯ノ本鉱泉